# Арслановский сельсовет (Кигинский район)
Арслановский сельсовет — муниципальное образование в Кигинском районе Башкортостана.
Административный центр — село Арсланово.

## История
Согласно «Закону о границах, статусе и административных центрах муниципальных образований в Республике Башкортостан» имеет статус сельского поселения.
Объединён с сельским поселением Тугузлинский сельсовет в 2008 году.

## Население
| 2002  | 2009  | 2010  | 2012  | 2013  | 2014  | 2015  |
| ----- | ----- | ----- | ----- | ----- | ----- | ----- |
| 2233  | ↗2510 | ↘2208 | ↘2183 | ↘2127 | ↘2064 | ↘1977 |
| 2016  | 2017  | 2018  |       |       |       |       |
| ↘1931 | ↘1903 | ↘1860 |       |       |       |       |

## Состав сельского поселения
| № | Населённый пункт | Тип населённого пункта       | Население |
| - | ---------------- | ---------------------------- | --------- |
| 1 | Арсланово        | село, административный центр | ↘719      |
| 2 | Тугузлы          | деревня                      | ↘507      |
| 3 | Кулбаково        | деревня                      | ↘322      |
| 4 | Асылгужино       | деревня                      | ↘223      |
| 5 | Сюрбаево         | деревня                      | ↘217      |
| 6 | Идрисово         | деревня                      | ↘197      |
| 7 | Абдрезяково      | деревня                      | ↘23       |

### Упразднённые населённые пункты
Деревни Верхний и Нижний Лопас.

## Известные уроженцы
- Мингажев, Гималетдин Мингажевич (21 мая 1889 — 19 сентября 1955) — актёр, драматург, теоретик театра, Народный артист БАССР (1935), Заслуженный артист РСФСР (1944), Народный артист РСФСР (1949)[15][16].